# Alessandro Plizzari
Alessandro Plizzari (Crema, 12 maart 2000) is een Italiaans voetballer die als doelman speelt. Hij stroomde in 2017 door vanuit de jeugd van AC Milan.

## Clubcarrière
Plizzari werd geboren in Crema en speelde in de jeugd bij AC Milan. Tijdens het seizoen 2017/18 werd hij verhuurd aan Ternana Calcio. Op 6 augustus 2017 debuteerde de doelman voor zijn nieuwe club in de Coppa Italia tegen Trapani Calcio. Drie weken later maakte hij zijn opwachting in de Serie B in de thuiswedstrijd tegen Empoli. In totaal speelde Plizzari twintig competitiewedstrijden voor Ternana, waarna hij terugkeerde naar AC Milan.

## Interlandcarrière
Plizzari wam reeds uit voor diverse Italiaanse nationale jeugdteams. In 2017 debuteerde hij in Italië –21